# Loescher & Petsch

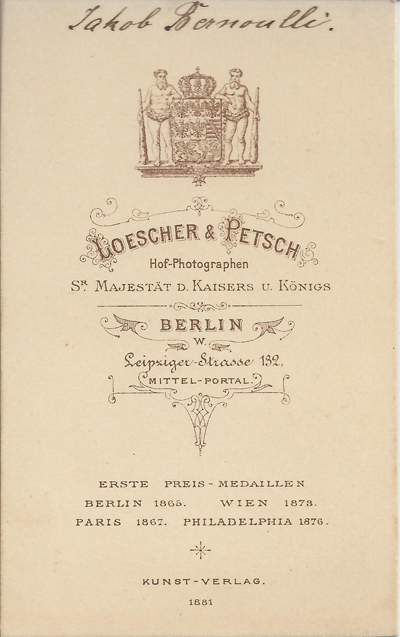

Loescher & Petsch, auch bekannt als Löscher & Petsch, war ein fotografisches Atelier mit Kunsthandlung und später auch ein Kunstverlag in Berlin. Die Firma bestand von 1862 bis 1896.

## Geschichte
Loescher & Petsch wurde von Paul Robert Loescher (1835–1914) und seinem Schwager Maximilian (Max) Petsch (1840–1888) gegründet. Beide waren sowohl Fotografen als auch Maler.
Das Fotoatelier Loescher & Petsch nahm vor allem Porträtfotos auf, auch von zahlreichen Prominenten, darunter Otto von Bismarck, Theodor Fontane und Rudolf Virchow. Das Unternehmen war für seine besonderen Beleuchtungseffekte und seine künstlerische Genrefotografie bekannt. Das Studio befand sich in Berlin zunächst in der Leipziger Straße 114, zog im Jahr 1871 jedoch in die Leipziger Straße 132 um. Bis in die frühen 1870er Jahre fotografierten Loescher & Petsch auch mit einer Stereokamera. Ihre Stereofotos vertrieb Sophus Williams und später der Fotoverlag E. Linde & Co., Berlin. Die von Loescher & Petsch herausgegebene Serie stereoskopischer Genre-Fotos mit dem Titel „Gems of German Life“ (deutsch etwa: „Perlen des deutschen Lebens“) war auch in den USA und Großbritannien weit verbreitet und wurde vielfach von anderen Fotografen und Fotoverlegern (raub-)kopiert. Petsch war auch Spezialist für Kinderfotografie und hat mehrfach in Fachzeitschriften über die Praxis des Fotografierens von Kindern publiziert.
Paul Loescher war Mechaniker, wurde bei Charles Hoguet (1821–1870) in Paris zum Maler ausgebildet und malte auch später neben seiner Tätigkeit als Fotograf weiter Bilder. Paul Loescher soll Hermann Wilhelm Vogel in die Fotografie eingeführt haben. Loescher hat als Kamera-Operateur für den Berliner Photographen Carl Günther, Dorotheenstraße 83, gearbeitet. Bei Loescher & Petsch war auch William Loescher, ein Bruder von Paul Loescher, beschäftigt.
In den 1870er Jahren zog Max Petsch sich aus dem Fotogeschäft zurück und wurde Maler. Er ging zunächst nach Weimar zu Karl Gussow und folgte diesem später nach Karlsruhe. Sein Nachfolger bei „Loescher & Petsch“ wurde zunächst Hans Hartmann. Petsch starb 1888.
Das Fotoatelier Loescher & Petsch bestand noch bis 1896 fort; der Name Loescher & Petsch war nach dem Weggang von Petsch beibehalten worden. Paul Loescher starb am 19. Januar 1914 in Lübben, Niederlausitz, im Alter von 79 Jahren. Die letzte Atelieradresse unter seiner Leitung war von 1897 bis 1900 die Potsdamer Straße 13. Der letzte Eigentümer von Loescher & Petsch war ab 1901 der Hoffotograf Carl Berg; er führte das Unternehmen noch bis 1907 oder 1908 weiter, zunächst in der Potsdamer Straße 13. Später zog das „Photographisches Kunstgeschäft und Verlag“ Loescher & Petsch nach Charlottenburg in die Pestalozzistraße 88 b um. Zuletzt befand sich das Unternehmen in Wilmersdorf, Motzstraße 46.

## Auszeichnungen
- „Hofphotographen Seiner Majestät des Kaisers und Königs“[11]
- Preis-Medaille Berlin 1865[12]
- Preis-Medaille Paris 1867[13]
- Wien 1873, Medaille für guten Geschmack. Genrebilder und Portraits[14]
- Preis-Medaille Philadelphia 1876[15]
- Wien 1887 Vermeil-Medaille[16]
- Berlin 1889 Silberne Jubiläums-Medaille[17] und Silberne Staats-Medaille[18]